# Bunraku

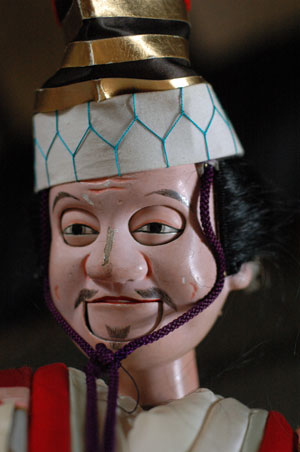
Hlava loutky divadla bunraku

Bunraku (japonsky 文楽), také známé jako Ningjó džóruri (人形浄瑠璃), je forma tradičního japonského loutkového divadla.
Bunraku vzniklo na konci 16. století během období Edo stejně jako divadelní forma kabuki (divadlo s živými herci, kde všechny role jsou hrány pouze muži) a hrají se tak obvykle tradiční epické balady.
Každou loutku vedou tři lidé, kurogo, nosí černé čepičky, aby nerozptylovali pozonost diváků. Vypravěč nezbytný při každé hře, nazývaný tajú, recituje příběh za doprovodu hudebního trojstrunného nástroje šamisen. Loutky mohou hýbat i obočím a jsou uzpůsobené na to, aby vyjádřily i jemné rozdíly ve výrazech tváří. Mají výšku kolem 1 metru (dvě třetiny lidské výšky).